# Polnische Badmintonmeisterschaft 2002
Die Polnische Badmintonmeisterschaft 2002 fand vom 1. bis zum 3. Februar 2002 in Głubczyce statt. Es war die 38. Austragung der Titelkämpfe.

## Medaillengewinner
| Disziplin    | Gold                                                              | Silber                                                               | Bronze |
| ------------ | ----------------------------------------------------------------- | -------------------------------------------------------------------- | --- |
| Herreneinzel | Przemysław Wacha (Technik Głubczyce)                              | Jacek Niedźwiedzki (SKB Suwałki)                                     | Kamil Turonek (SKB Suwałki) Dariusz Zięba (Orlicz Suchedniów)                                                                           |
| Dameneinzel  | Kamila Augustyn (Piast-B Słupsk)                                  | Angelika Węgrzyn (Technik Głubczyce)                                 | Kinga Rudolf (Hubal Białystok) Agata Rzepczyk (SKB Suwałki)                                                                             |
| Herrendoppel | Michał Łogosz (SKB Suwałki) Robert Mateusiak (SKB Suwałki)        | Rafał Hawel (Technik Głubczyce) Przemysław Wacha (Technik Głubczyce) | Michał Mirowski (Piast-B Słupsk) Marcin Zejmowicz (Piast-B Słupsk) Jacek Hankiewicz (SKB Suwałki) Damian Pławecki (AZS Kraków)          |
| Damendoppel  | Kamila Augustyn (Piast-B Słupsk) Joanna Szleszyńska (SKB Suwałki) | Kinga Rudolf (Hubal Białystok) Agata Stelmaszczyk (AZS Kraków)       | Monika Bieńkowska (Bizon Płock) Dorota Grzejdak (Orlicz Suchedniów) Marta Byttner (Warmia Olsztyn) Krystyna Polakowska (Warmia Olsztyn) |
| Mixed        | Robert Mateusiak (SKB Suwałki) Barbara Kulanty (SKB Suwałki)      | Michał Łogosz (SKB Suwałki) Joanna Szleszyńska (SKB Suwałki)         | Dariusz Zięba (Orlicz Suchedniów) Monika Bieńkowska (Bizon Płock) Damian Pławecki (AZS Kraków) Dorota Grzejdak (Orlicz Suchedniów)      |